# Matías Alemanno
Matías Alemanno (nacido en Córdoba el 5 de diciembre de 1991) es un jugador de rugby argentino, que juega de segunda línea para la selección de rugby de Argentina y para el equipo de Super Rugby de Argentina. Campeón del Americas Rugby Championship en 2012, 2013 y 2014.
Alemanno fue miembro de los equipos de Argentina M20 que compitió en los Campeonatos Juveniles del 2010 y 2011 y más tarde jugó en equipos representativos de Argentina, como los Jaguares y Pampas XV. Fue miembro del equipo Pampas XV para la Copa Vodacom 2013 en Sudáfrica y también fue en su gira por Australia en 2014.
Su debut con la selección de Argentina se produjo en un partido contra Uruguay en Paysandú el 17 de mayo de 2014, logrando un ensayo en lo que fue una cómoda victoria para Argentina. También jugó en la victoria sobre Chile una semana más tarde y jugó en los tres partidos de su país durante la serie internacionales de mediados de año.
En agosto de 2014, fue seleccionado para el equipo que jugaría el Rugby Championship 2014.
Seleccionado para la Copa del Mundo de Rugby de 2015, Matías Alemanno anotó un try en la victoria de su equipo 64-19 sobre Namibia.
Ha firmado para jugar con el equipo de Super Rugby de Argentina hasta 2017.